# Sea Worker
Sea Worker — морське будівельне судно, яке активно використовувалось на роботах зі спорудження офшорних вітрових електростанцій.

## Характеристики
Спорудження судна замовила у сінгапурської Labroy Marine нідерландська компанія Jack-Up Barge B.V. Верф завершила його під назвою JB-109 у 2007 році, проте вже невдовзі власнику надійшла вигідна пропозиція від данської A2SEA, котра формувала флот для робіт на офшорних вітрових електростанціях. В результаті у 2008-му судно перейшло під контроль останньої та було перейменоване на Sea Worker.
За своїм архітектурно-конструктивним типом судно відносилось до самопідіймальних (jack-up) та мало чотири опори довжиною по 73 метри, які дозволяли працювати в районах з глибинами від 4 до 40 метрів. Sea Worker обладнали краном Favco PC 300 HD вантажопідйомністю 400 тон. На робочій палубі площею 750 м2 могло розміщуватись до 1100 тон вантажу.
Наявні каюти забезпечували розміщення до 22 осіб.

## Використання у офшорній вітроенергетиці
Судно взяло активну участь d спорудженні багатьох офшорних вітрових електростанцій, зокрема виконавши наступні роботи:
- монтаж 60 вітрових турбін на ВЕС Робін-Рігг (Ірландське море, затока Солвей-Ферт, 2008—2009);
- монтаж 19 вітрових турбін на ВЕС Гунфліт-Сандс (Північне море біля узбережжя Ессексу, 2009—2010);
- встановлення 22 монопаль на ВЕС Балтік 1 (німецький сектор Балтійського моря північніше півострова Цинґст, 2010);
- монтаж 5 вітрових турбін на першій черзі ВЕС Уолні (Ірландське море, 2011);
- встановлення 55 монопаль та монтаж 72 вітрових турбін (останнє завдання разом з судном Sea Jack) на ВЕС Лондон-Аррай (Північне море біля узбережжя Кенту, 2011—2012);
- монтаж 111 вітрових турбін (разом з Sea Jack, Sea Power та Sea Installer) на данській ВЕС Анхольт (протока Каттегат, 2012—2013);
- монтаж разом з судном Sea Jack вітрових турбін на ВЕС Гвінт-і-Мор (Ліверпульська затока Ірландського моря, 2013—2014).

## Аварія у Північному морі
В кінці січня 2016 року судно здійснювало перехід між данськими портами Фредеріксгавн та Есб'єрг. Погана погода настала раніше ніж очікувалось, після чого стався розрив троса, на якому судно вів буксир Amber II. Спроби відновити сполучення виявились невдалими, і в ніч з 26 на 27 число екіпаж евакуювали рятувальним катером, висланим з Hvide Sande (західне узбережжя півострова Ютландія). Полишене судно викинуло на мілину за кілька десятків кілометрів на північ від Есб'єрга. Враховуючи сукупність обставин, Sea Worker невдовзі визнали втраченим, а розпочата 12 лютого рятувальна операція передусім мала за мету відкачування палива.